# Сборная Украины по футболу на розыгрыше Лиги наций УЕФА 2018/2019
В 2018 году УЕФА объявила о формировании нового турнира — Лиги наций. Все сборные входящие в состав европейской федерации футбола были распределены по лигам согласно их рейтингу в общей таблице.
Украинская команда находилась на 18 месте и попала в лигу B, 1 группу. Соперниками сборной стали команды Словакии и Чехии. Всего было сыграно 4 матча: 3 победных и 1 проигрышный. На тот момент главным тренером сборной Украины был Андрей Шевченко. Основным вратарём «жёлто-синих» на первые три матча и по совместительству капитаном команды был Андрей Пятов. В последней игре против Словакии на ворота встал Денис Бойко, а капитаном был назначен Евгений Коноплянка.

## Матчи
Первый матч сборная Украины сыграла против Чехии. Тогда решающим моментом стал гол вышедшего на замену Александра Зинченка. Украинцы имели много моментов, для того, чтобы счёт стал намного больше, но они были упущены. Матч против Словакии также завершился со счётом 1:0 в пользу Украины. Единственный гол с пенальти забил Андрей Ярмоленко. Также украинская команда упустила множество моментов, например, удар Ярмоленка с довольно удобной позиции в створ, но мяч попал прямо в руку вратарю. За весь матч словаки имели лишь один удар в створ. Третий поединок против Чехии также завершился минимальной победой 1:0 для команды Шевченко. Для выхода в Лигу А, «жёлто-синим» нужна была минимум ничья, однако на 43 минуте Руслан Малиновский дальним ударом с линии ворот отправил мяч в сетку. Чехи также создали не мало моментов у ворот Украины, но вратарь и капитан команды Андрей Пятов не дал возможности их реализовать.

#### Матч со Словакией
Заключительный матч со Словакией мало, что значил для украинской сборной. В первом тайме Украина допустила множество ошибок, из-за чего за 30 минут пропустила 2 мяча. После выхода на второй тайм Коноплянка забил гол на 47 минуте, но это не спасло команду от поражения. Голы Зреляка и Мака определили итог матча. В этом поединке можно выделить множество ошибок как игроков, так и тренерского штаба: во-первых, отказ от стандартной схемы с 4 защитниками и переход на схему 3-4-3; во-вторых, отсутствие компактности, словаки имели множество свободных зон, которые реализовывала; в-третьих, не хватало сыгранности команды, это можно объяснить всё той-же новой схемой игры, к которой футболисты сборной Украины не привыкли. По итогам 4 встреч сборная Украины заняла 1 место в таблице и вышла в Лигу А.
| 6 сентября 2018 1 раунд | Чехия  | 1:2     | Украина                          | , Злинский край                                 |
| | Шик 4′ | (отчёт) | Коноплянка 45+1′, Зинченко 90+3′ | Стадион: Угерске-Градиште Судья: Тейлор, Энтони |
| Чехия: Вацлик — Кадержабек, Калас, Г. Селассие, Брабец, Борил — Соучек, Сикора (Горжава, 90+2), Гушбауэр — Шик (Тецл, 84), Кременчик (Змргал, 46) Украина: Пятов — Матвиенко, Кривцов, Ракицкий, Караваев — Степаненко, Малиновский — Ярмоленко (Зинченко, 66), Марлос, Коноплянка (Цыганков, 77) — Яремчук (Селезнев, 85). |        |         |                                  |                                                 |

| 9 сентября 2018 2 раунд | Украина           | 1:0     | Словакия | , Львов                                       |
| | Ярмоленко 80′ (п) | (отчёт) |          | Стадион: Арена Львов Судья: Тасос Сидиропулос |
| Украина: Пятов — Караваев, Бурда, Ракицкий, Матвиенко — Малиновский (Зинченко, 71), Степаненко (Сидорчук, 86), Марлос — Ярмоленко, Яремчук, Коноплянка (Цыганков, 78). Словакия: Дубравка — Шатка, Шкртел, Шкриниар, Губочан — Куцка (Грегуш, 79), Лоботка — Мак, Гамшик, Вайсс (Руснак, 70) — Немец (Дуда, 66) |                   |         |          |                                               |

| 10 октября 2018 3 раунд | Украина         | 1:0     | Чехия | , Харьков                                   |
| | Малиновский 43′ | (отчёт) |       | Стадион: Металлист Судья: Гедиминас Мажейка |
| Украина: Пятов, Матвиенко, Бурда, Ракицкий, Малиновский (Зинченко 86), Степаненко, Караваев, Коноплянка (Цыганков 70), Марлос, Ярмоленко, Яремчук Чехия: Павленка, Брабец, Челюстка, Новак, Гебре Селассие, Барак, Янкто (Шурал 81), Павелка, Дочкал, Выдра (Змрхал 67), Шик (Крменчик 73) |                 |         |       |                                             |

| 10 октября 2018 4 раунд | Словакия                               | 4:1     | Украина        | , Трнава                                                     |
| | Руснак 6′ Куцка 26′ Зреляк 52′ Мак 61′ | (отчёт) | Коноплянка 47′ | Стадион: Стадион Антона Малатинского Судья: Никола Дабанович |
| Словакия: Дубравка — Пекарик, Шкртел, Шкриниар, Ганцко — Грегуш — Руснак, Куцка (Беро, 30), Гамшик, Мак (Стох, 68) — Зрелак (Дюриш, 82). Украина: Бойко — Караваев, Бурда, Кривцов (Пластун, 14), Матвиенко — Зинченко, Степаненко, Малиновский — Цыганков, Борячук (Коваленко, 62), Коноплянка (Шапаренко, 64). |                                        |         |                |                                                              |

##### Комментарии
1. ↑  Составы команд будут опубликованы снизу в плашке матчей.
2. ↑  В скобках указываются замены и минуты, когда они были произведены